# غواصة تايب 212
غواصة تايب 212 أو طراز 212 هي غواصة ألمانية الصنع، قادرة على قطع مسافات طويلة في البحر، وتتميز بمنظومة قيادة متطورة للقيادة والسيطرة وإدارة النار ويوجد في الغواصة 6 أنابيب لقذف الطوربيدات وتحمل الطوربيد الثقيل من النوع دي إم 2 أ 4، كما تستخدم نظام المعاونة الإلكترونية من النوع إف ل 1800 يو، وكذلك مزودة بنظام الإجراءات المضادة لخداع الطوربيدات المعادية من النوع ت أ ف 2000، الذي يتكون من 4 قواذف، كل قاذف يتكون من 10 أنابيب إطلاق أجسام خداعية مزودة بمصادر صوتية ومكبرات صوت تعمل تحت الماء وتعمل على إبعاد الطوربيدات المعادية عن الغواصة.
تعمل الغواصة بالديزل والكهرباء والتي طورتها شركة Howaldtswerke-Deutsche Werft AG (HDW) للبحرية الألمانية (U-Boot-Klasse 212 A)، والبحرية الإيطالية حيث تُعرف باسم فئة Todaro. تتميز بالدفع بالديزل ونظام دفع مستقل عن الهواء (AIP) إضافي باستخدام خلايا وقود الهيدروجين المضغوطة بغشاء تبادل البروتون (PEM) من سيمنز. يمكن للغواصات العمل بسرعة عالية على طاقة الديزل أو التبديل إلى نظام الدفع المستقل عن الهواء AIP للإبحار البطيء الصامت، والبقاء تعت الماء لمدة تصل إلى ثلاثة أسابيع مع القليل من حرارة العادم. ويقال أيضًا أن النظام خالٍ من الاهتزازات وغير قابل للكشف تقريبًا. الطراز 212 هو أول سلسلة غواصات مجهزة بنظام دفع بخلية الوقود.